# Babina (rejon samborski)
Babina – wieś na Ukrainie w rejonie samborskim należącym do obwodu lwowskiego.